# Пи¹ Журавля
π¹ Журавля, Пи¹ Журавля (лат. Pi¹ Gruis) — полуправильная переменная звезда, которая находится в созвездии Журавль на расстоянии приблизительно 530 световых лет от Солнца. Она образует гравитационно связанную двойную систему со звездой π² Журавля, а также имеет близкого звёздного компаньона G-класса.

## Характеристики
π¹ Журавля принадлежит к асимптотической ветви гигантов, т.е. она находится на той стадии звёздной эволюции, когда в недрах звезды выгорает весь водород, она расширяется до размеров красного гиганта и постепенно готовится сбросить оболочку. В процессе термоядерного синтеза гелиевое ядро звезды производит более тяжёлые элементы, такие как углерод и кислород. π¹ Журавля также входит в довольно редкий класс S-звёзд, в спектре которых наблюдаются линии оксида циркония и оксида титана. Большинство из них являются долгопериодическими переменными. Не является исключением и π¹ Журавля. Данная звезда увеличивает блеск с 7,0 видимой звёздной величины до 5,3 и выше каждые 198,8 суток. В спектре звезды обнаружено присутствие такого химического элемента, как технеций а также оксидов циркония, лантана, церия и иттрия.
Наблюдения в инфракрасном диапазоне выявили наличие оболочки из звёздного вещества, окружающей звезду на расстоянии около 0,28 парсек. Судя по расчётам, колоссальный взрыв, произошедший на π¹ Журавля 21 тысячу лет назад, привёл к выбросу в окружающее пространство огромного количества вещества массой около 0,027 массы Солнца. Находящаяся близко к π¹ Журавля звезда-компаньон (жёлтый карлик главной последовательности) вызывает гравитационные возмущения в сброшенной оболочке и влияет на её форму.
Впервые звезда была каталогизирована французским астрономом Никола Лакайлем в 1756 году, не получив, однако, собственного названия. В 1830-х британский астроном Томас Брисбен дал ей обозначение Байера: π¹ Журавля. Он также установил, что звезда имеет второго компаньона на близкой орбите. Энни Кэннон первая обратила внимание на необычный спектр π¹ Журавля. Позже было выявлено его сходство со спектром R Андромеды и R Лебедя, а в 1922 году МАС выделил для подобных звёзд отдельный S-класс.
В 2017 году на Очень Большом Телескопе Европейской южной обсерватории было впервые выполнено прямое наблюдение структуры грануляции на поверхности π¹ Журавля. На изображении, полученном с приемником PIONIER, можно различить конвекционные ячейки. Диаметр каждой из них составляет 120 миллионов километров, это сравнимо с расстоянием между Солнцем и Венерой в нашей Солнечной системе.